# Micholitzara
× Micholitzara, (abreviado Mchza) en el comercio, es un híbrido intergenérico entre los géneros de orquídeas Aerides × Ascocentrum × Neofinetia × Vanda. Fue publicado en Orchid Rev. 91(1079) cppo: 8 (1983).